# Luis Ramiro Beltrán
Pour les articles homonymes, voir Beltran.
Luis Ramiro Beltrán Salmón (Oruro, Bolivie 1930 - La Paz, Bolivie - 11 juillet 2015) est un journaliste, écrivain et théoricien de la communication bolivien.

## Carrière
Fils de Luis Humberto Beltrán et Bethsabé Salmón, tous deux journalistes, Luis Ramiro Beltrán commença sa carrière dans le journalisme à 12 ans dans le quotidien La Patria, de sa ville, et il continua dans le journal La Razón, de La Paz. Il a fondé l’hebdomadaire Momento et la station radio El Cóndor.
En Bolivie, il a travaillé dans le Service agricole interaméricain (es) en 1953, et a prêté ses services à de nombreuses organisations internationales en Amérique tout au long de sa vie : il a travaillé avec la Centro Internacional de Estudios Superiores de Comunicación para América Latina (es) (CIESPAL) en Équateur, l'Instituto Latinoamericano de Estudios Transnacionales (ILET) au Mexique, l'Instituto para América latina (IPAL) au Pérou, l'Organisation panaméricaine de la santé (OPS) aux États-Unis et en Colombie, l'UNICEF au Mexique et en Colombie et l'UNESCO en France, en Tunisie, au Pérou, au Panama, en Colombie et au Guatemala…

## Théoricien de la communication latino-américaine
Il est connu comme l'un des fondateurs de l'École critique latino-américaine de communication, un courant de pensée critique qui propose un nouveau paradigme de communication pour l'Amérique latine. Il est spécialement reconnu pour avoir proposé une démocratisation de la communication, idée qui se matérialisait avec les Politiques nationales de communication.
Les politiques publiques de communication que proposait Beltrán ont été conçues à la suite de l'étude de théoriciens de la communication comme Wilbur Schramm (en), David Berlo (en), Daniel Lerner (en), Lucian Pye (en)… Elles ont été adoptées pour la première fois en 1971 par le comité de conseil de l'UNESCO, dans le cadre du Programme international de recherches sur la communication.

## Publications
- (es) Comunicación dominada: Estados Unidos en los medios de América Latina, 1980
- (es) Panorama de la poesía boliviana: reseña y antología, 1982
- (es) Bibliografía de estudios sobre comunicación en Bolivia, 1990
- (es) El gran comunicador Simón Bolívar, 1998
- (es) La comunicacion para el desarrollo en latinoamerica: un recuento de medio siglo, 2005 [lire en ligne]
- (es) Comunicación, política y desarrollo, 2014
- « Adieu à Aristote : la communication 'horizontale' », Unesco, Commission internationale d'étude des problèmes de la communication, n° 48